# Martinů Voices
Martinů Voices je komorní pěvecký sbor, který byl založen počátkem roku
2010 dirigentem a sbormistrem Lukášem Vasilkem.
Hlavní ideou jeho vzniku bylo vytvoření vokálního tělesa schopného interpretovat sborovou tvorbu na nejvyšší umělecké úrovni. Všichni členové Martinů Voices jsou proto profesionálové, kteří získali své vzdělání na konzervatořích a hudebních akademiích a mají bohaté zkušenosti z praxe.
Do svého názvu si dal sbor jméno klasika české hudby 20. století. Ne proto, že by interpretoval pouze dílo Bohuslava Martinů, ale z obdivu ke skladatelově uměleckému odkazu, kosmopolitně orientovanému, ovšem nikdy nezastírajícímu svůj český původ. A taková je i dramaturgie Martinů Voices. Česká hudba v ní hraje významnou roli, ovšem alespoň ze dvou třetin je repertoár tělesa zaměřen na vokální tvorbu světovou. Sbor se přitom nespecializuje na jediné stylové období, ale uvádí širokou škálu hudby od renesance až po nejnovější trendy 21. století. Martinů Voices pracují pod vedením sbormistra Lukáše Vasilka. Vystupují jak samostatně, tak ve spolupráci s hostujícími umělci, komorními ansámbly a orchestry.
Myšlenka vzniku nového komorního sboru této úrovně oslovila několik významných českých umělců, kteří se rozhodli ji podpořit a zaštítit. Patrony Martinů Voices se tak stali Jiří Bělohlávek, Aleš Březina, Karel Fiala, Jiří Heřman, Miroslav Košler a Rudy Linka.

## Sbormistr
Lukáš Vasilek vystudoval obor dirigování na Akademii múzických umění v Praze (2008) a obor hudební věda na Filozofické fakultě Univerzity Karlovy v Praze (2004). V letech 1998–2009 byl sbormistrem Foerstrova komorního pěveckého sdružení. Pod jeho vedením sbor mj. uskutečnil více než sto padesát koncertů doma i v zahraničí, natočil dvě CD a získal absolutní vítězství na mezinárodních sborových soutěžích v Klaipėdě (Stasio Šimkaus tarptautinis chorų konkursas, 2003) a ve Vídni (Internationaler Franz-Schubert-Chorwettbewerb, 2006). Za své úspěchy s tímto tělesem obdržel Lukáš Vasilek v roce 2005 cenu Unie českých pěveckých sborů „Sbormistr junior“. V této době vykonával také funkci druhého sbormistra operního sboru Národního divadla v Praze (2005–2007). Nastudoval s ním mj. několik operních titulů: Die Kleinstädtler, Don Pasquale, Hubička, La clemenza di Tito.
Od roku 2007 je hlavním sbormistrem Pražského filharmonického sboru. Vedle nastudování a řízení samostatných koncertů připravuje těleso také k účinkování ve velkých kantátových, oratorních a operních projektech. Spolupracuje při tom s významnými světovými dirigenty (např. Barenboim, Bělohlávek, Fedoseyev, Honeck, Luisotti, Metzmacher, Polyansky, Rizzi) a orchestry (např. Berliner Philharmoniker, Česká filharmonie, Gustav Mahler Jugendorchester, Israel Philharmonic Orchestra, Staatskapelle Berlin, Wiener Symphoniker). Součástí jeho práce se sborem je i nahrávací činnost. Z této oblasti vyniká především účast Pražského filharmonického sboru na albu „Souvenirs“ Anny Netrebko (Deutsche Grammophon, 2008), natáčení sborového díla Leoše Janáčka pro Český rozhlas (od roku 2008) a operet Johanna Strausse pro Westdeutscher Rundfunk Köln (2008, 2009).
V roce 2010 založil komorní sbor Martinů Voices. Ve stejné době také sestavil profesionální jazzový vokální ansámbl a připravil jej ke spolupráci s Bobbym McFerrinem při jeho koncertech v České republice. Vedle sbormistrovské profese se Lukáš Vasilek věnuje také orchestrálnímu dirigování. Koncertoval mj. s Filharmonií Hradec Králové, Jihočeskou komorní filharmonií České Budějovice, Plzeňskou filharmonií a Severočeskou filharmonií Teplice.

## Členové
Grazyna Biernot, Jana Dvořáková, Ludmila Hudečková, Věra Přibylová, Štěpánka Pýchová, Andrea Soukupová, Tomáš Fiala, Petr Svoboda, Luboš Šedivý, Martin Vacula, David Vaňáč.

## Recenze
Hudební rozhledy (05/2011) Archivováno 22. 9. 2021 na Wayback Machine.